# Tombe Morte

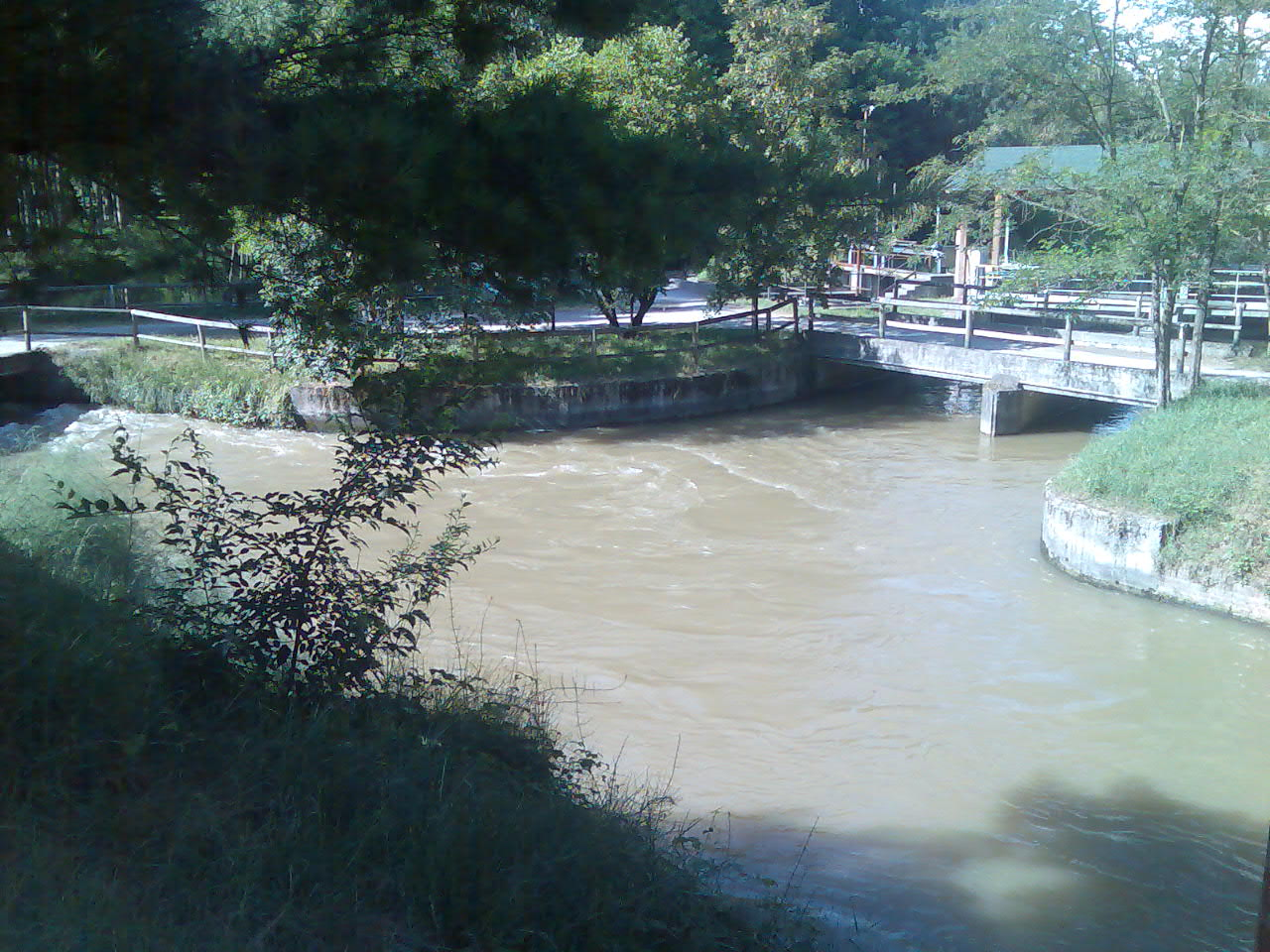
Tombe Morte di Genivolta: lo scolmatore si stacca dal Naviglio Civico

Le Tombe Morte (note anche con il nome di Le Formose) sono un importante nodo idraulico situato nel territorio comunale di Genivolta, nel settore centro-settentrionale della provincia di Cremona; costituiscono il primo nucleo dell'ecomuseo del territorio della provincia di Cremona.

## Idrografia
In uno spazio di poche centinaia di metri quadrati si intersecano tre corsi d'acqua di una certa importanza (Naviglio Civico di Cremona, Naviglio Grande Pallavicino e Canale Vacchelli). Mentre i due navigli non scambiano le proprie acque (se non in minima parte, a causa di infiltrazioni sul fondo della navazza in mattoni che permette al Naviglio Civico di scavalcare il Naviglio Grande) il Canale Vacchelli riversa la quasi totalità della sua portata nel Naviglio Pallavicino, nel Naviglio Civico e in una dozzina di rogge di minor calibro, tramite un notevole sistema di chiuse.
Dal nodo si stacca infine un vaso scolmatore, realizzato tra il 1968 e il 1981, che scarica in Oglio gli eventuali eccessi di portata del Naviglio Civico, del Naviglio Pallavicino e del Vacchelli.
La ragione per cui tanti corsi d'acqua così importanti si incontrano proprio in questo luogo è da ricercarsi nelle caratteristiche morfologiche di questo lembo di Pianura Padana. Il territorio cremasco è solcato da una valle fluviale relitta, detta valle del Morbasco o valle dei Navigli. Tale valle ha la sua testata nella fascia di territorio tra Romanengo e Soncino ed è identificabile con precisione sino a qualche chilometro a sud di Soresina. Questo avvallamento, il cui fondo è situato una decina di metri più in basso rispetto al livello fondamentale della pianura, fu in tempi remoti la sede naturale di un corso d'acqua tuttora esistente, il Morbasco, e accoglie attualmente gli alvei del Naviglio Civico di Cremona e del Naviglio Grande Pallavicino. In corrispondenza delle Tombe Morte vi è un restringimento di questa valle, che costringe i corsi d'acqua ad avvicinarsi e quindi a incontrarsi, per poi separarsi nuovamente appena il solco torna ad allargarsi.

### Il vaso scolmatore
Il canale scolmatore convoglia una parte delle acque che giungono al nodo idraulico verso il fiume Oglio, in modo particolare nel caso in cui le portate dei tre vasi principali risultino più elevate del necessario. Ciò avviene nei periodi di intense precipitazioni, quando il livello dell'acqua nei vasi supera il livello di sospetto, oppure nei mesi invernali nei quali l'utilizzo dei canali e delle rogge a scopo irriguo è ridotto al minimo.
Ideato per la prima volta nel 1948 come soluzione al pericolo di esondazioni nel medio e basso cremonese, fu progettato nel 1960 e approvato quattro anni dopo. La sua costruzione richiese però molto tempo: il primo lotto venne iniziato nel 1968 e terminato l'anno successivo, mentre il secondo lotto fu cominciato nel 1978 e completato nel 1981.
Il canale si presenta come un vaso a sezione trapezoidale o talvolta rettangolare, con le sponde e il fondale completamente cementificati al fine di ridurre l'erosione degli stessi ed eventuali infiltrazioni. Tra la testa del canale e la confluenza nell'Oglio vi è un dislivello quantificabile in una decina di metri che dà luogo a un salto di circa 7 metri. Tale caduta d'acqua è sfruttata per produrre elettricità tramite due piccole centrali idroelettrica.

La centrale, attiva dal 2001 e sono dotate una di un'unica turbina di tipo Kaplan a doppia regolazione, produce in media 7.500.000 kWh all'anno, paragonabili al consumo medio di 2500 famiglie. In realtà tale dato si riferisce unicamente al semestre invernale (da ottobre ad aprile) dal momento che in estate la quasi totalità dell'acqua in arrivo al nodo idraulico viene destinata all'irrigazione. La centrale è priva di personale addetto in quanto controllata a distanza dal gestore, la società Swisspower.
L'acqua che scorre nello scolmatore proviene sia dall'Oglio stesso (tramite il Naviglio Civico di Cremona e il Naviglio Pallavicino), sia, in misura minore, dall'Adda tramite il Canale Vacchelli. In tal modo si vengono a creare nel fiume Oglio, a valle della confluenza dello scolmatore, condizioni idrologiche e biologiche artificiali.

### La fontana Delma
A poca distanza dal nodo idraulico si trova un fontanile che alimenta la roggia omonima. Di modeste dimensioni (1,5 m di profondità e meno di 2 m di larghezza), è privo dei tipici manufatti, quali tubi metallici e catini in legno che favoriscono la risalita e la fuoriuscita dell'acqua, che scaturisce spontaneamente da piccole polle collocate sul fondo e sulle sponde.
Originariamente il capofonte era situato più a nord, ma lo scavo del canale scolmatore ne ha comportato lo spostamento di alcune decine di metri.

## Toponimo

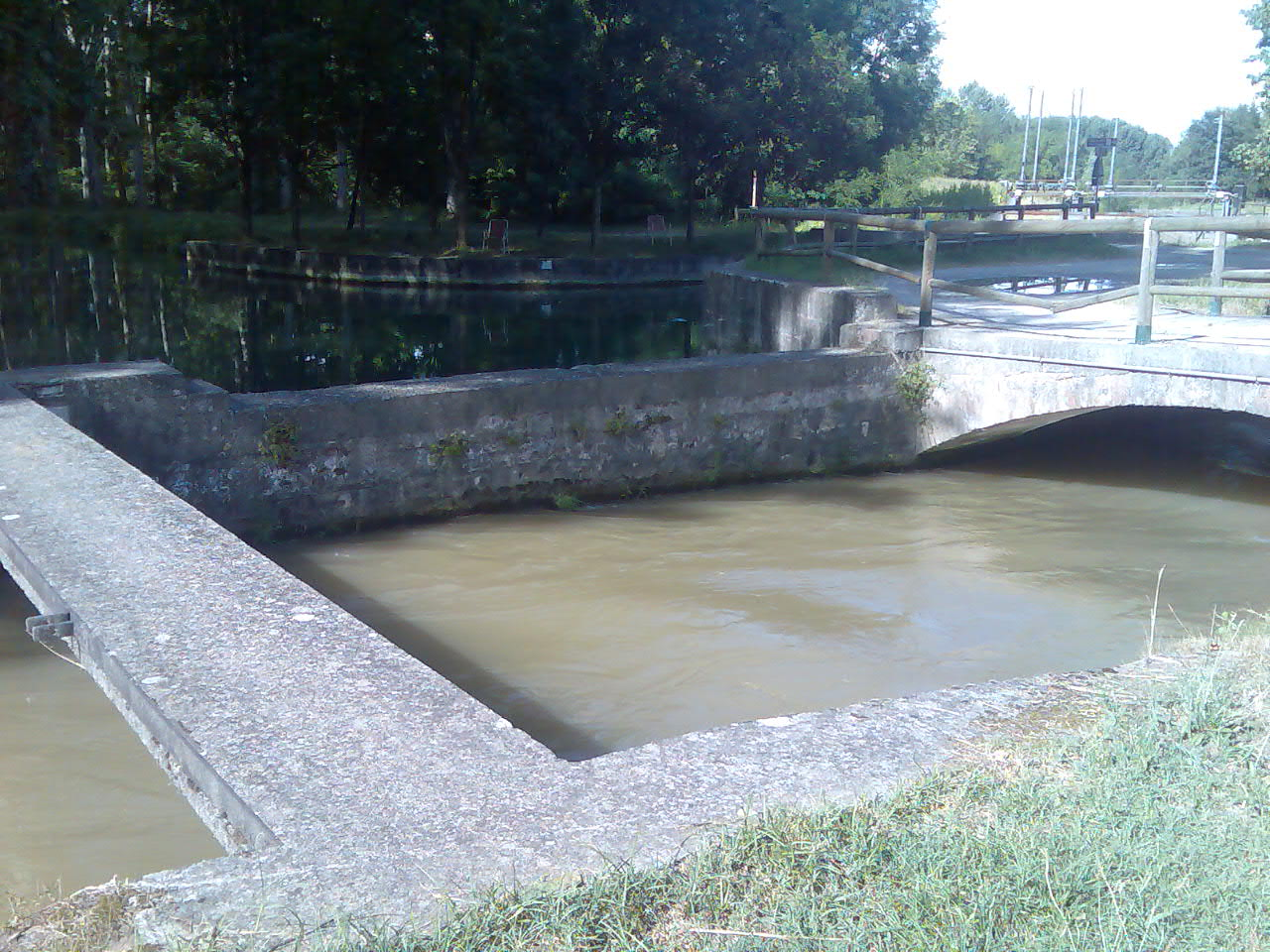
La tomba mediante la quale il naviglio Pallavicino passa sotto il naviglio di Cremona

Il nome del luogo, che in prima battuta può apparire decisamente macabro, ha un'origine piuttosto controversa.

Per chi si occupa di idraulica il termine tomba è sinonimo di sifone, ossia quel manufatto che permette a un corso d'acqua di sottopassarne un altro in base al principio dei vasi comunicanti. Probabilmente alcuni di questi manufatti sarebbero caduti in disuso, da qui l'aggettivo morte.

Un'altra ipotesi, verosimile, assegnerebbe al toponimo un significato più letterale. Negli anni settanta del XX secolo vennero ritrovate nell'area alcune decine di sepolture, risalenti, pare, alla tarda età romana a giudicare dal tipo di copertura, realizzata in volte di mattoni semicrudi. Il cimitero doveva essere noto ormai da molto tempo alla popolazione locale, al punto che la sua presenza avrebbe dato il nome all'intera zona circostante.

L'altro nome con cui è noto il luogo, ossia Le Formose, si riferirebbe con ogni probabilità a qualche manufatto di particolare pregio. Non è da escludere che si tratti del ponte in mattoni con il quale il naviglio civico di Cremona sovrappassa il naviglio Pallavicino.

## Accesso
L'area delle Tombe Morte non è raggiungibile con mezzi motorizzati, esclusi ovviamente i veicoli ad uso agricolo, provvisti di un'apposita autorizzazione. La strada non asfaltata che vi giunge dai Tredici Ponti (al bivio tra la ex strada statale 498 e la strada provinciale 84) è percorribile liberamente anche da veicoli privati per i primi 1500 metri. Il nodo idraulico è però accessibile tramite numerosi percorsi pedonali e ciclabili. Qui si incontrano, non a caso, tre diversi itinerari: la pista ciclabile delle Città Murate che da Pizzighettone conduce a Soncino passando per Soresina, la ciclabile del Canale Vacchelli che qui ha inizio e segue il corso del canale sino a Crema, e infine la ciclabile dei Navigli, inaugurata nel 2008, che segue il corso del naviglio civico sino a raggiungere Casalbuttano.